# Паламуд
Паламудът (Sarda sarda) е риба от семейство Скумриеви.
Пелагичен вид, обитаващ крайбрежни и открити води до 50 m дълбочина.

## Описание
Тялото е торпедовидно, покрито със ситни циклоидни люспи, които в областта на гръдния пояс са по-големи и образуват нещо подобно на корсет. Страничната линия е слабо изразена. Странично по средата на опашното стъбло има по един добре развит кил, а на опашната перка от всяка страна – по два по-слабо развити кила. Устата е голяма, снабдена с остри конични зъби по челюстите, вомера и небните кости. В предната част на долната челюст има 4 извити навътре зъба. Първата гръбна перка се намира в кожна гънка. В свито състояние се прибира и изравнява с гърба. Тя е на нивото с основата на гръдните перки. Втората гръбна перка започва непосредствено след първата. Зад нея и зад аналната има 7 до 10 малки перки. В основата на гръдните и коремните плавници има кожни улеи, в които те се прибират. Гърбът е синкав с тъмни успоредни ивици, разположени малко косо на тялото. Коремът е белезникавосив. Дължината на паламуда достига до 85 cm, а теглото – до 7 kg.

## Разпространение
Живее в северните части на Атлантическия океан, Средиземно море и Черно море  (рядко навлиза за отхранване и в Азовско море). Край българските брегове идва през Босфора от Мраморно море и Бяло море напролет, хвърля хайвера и на есен се връща затлъстял. Обикновено живее по 10 години.

## Размножаване
Полова зрялост достига на възраст 2 години, а единични индивиди на 1 година.
Размножава се порционно. Изхвърля две до три порции хайвер, всяка от които се отделя на малки части в продължение на няколко дни. Яйцата са пелагични и доста големи по размер – диаметърът им се колебае от 1,2 до 1,5 mm. Жълтъкът им е хомогенен и има няколко различни по големина мастни капки с размери от 0,02 до 0,35 mm.
Размножителният период на паламуда обхваща втората половина на май до началото на август. Масовото размножаване се извършва през юни в североизточната част на Черно море и по-слабо в останалата акватория на басейна.
Плодовитостта е значително висока и варира в зависимост от дължината на тялото: при размер 40 – 50 cm броят на яйцата е от 700 000 до 1 000 000, при 60 – 70 cm са от 1 500 000 до 2 600 000 яйца. Излюпването на яйцата се извършва в продължение на 1,5 – 2 дена при температура 18 – 25 °С. Предличинките се излюпват доста големи, с дължина до 4,3 mm. След резорбирането на жълтъчното мехурче личинките преминават към самостоятелно планктонно хранене, в това число и с личинки на други риби. Със започване на активни движения малките паламудчета преминават към хищническо хранене. Паламудът е типичен хищник. Храни се основно с риба (хамсия, трицона, сафрид, скумрия и др.), понякога и със собствените си малки, а така също и с безгръбначни (Idothea algirica Lucas).
Благодарение на хищническия си начин на хранене паламудът е бързо растящ вид. В края на първото лято достига до 41 – 44 cm абсолютна дължина, в края на второто лято – до 56 cm, на тригодишна възраст – до 62 cm. Най-големият екземпляр, намерен в Черно море, е дълъг 85 см — на 5-годишна възраст. С увеличаване на възрастта линейното нарастване намалява, като за сметка на това се увеличава тегловният прираст. В края на първото лято достига 1 kg, на второто – 2,5 kg, на третото – 3,6 kg, на четвъртото – 4,5 – 5 kg. През есента паламудите са най-добре угоени. Напролет, когато се връщат в Черно море, са значително отслабнали.

## Миграция
Към края на април започват миграциите си първите стада от Мраморно в Черно море. Срокът на мигрирането зависи от затоплянето на водата. Обикновено стадата започват да мигрират при температура 11 °C на повърхностните води. Навлизащите стада са съставени от еднакви по размер индивиди, наброяващи до няколко десетки хиляди екземпляри.
Улови на един замят от по 15 – 20 тона в предбосфорското пространство са нещо обикновено. При движението си стадата имат клиновидна форма. С навлизането в Черно море те се разгъват на широк фронт, което е свързано с търсенето на храна. Една част от стадата мигрират покрай западния бряг, други – направо в открито море, а третата основна част – покрай анадолското крайбрежие. В години, когато мръстителната популация е съставена от размножавали се веднъж индивиди, стадата мигрират изключително по анадолския бряг. Движейки се покрай този бряг, те достигат докъм Амасра, откъдето се насочват към североизточната част на морето. По-значителни концентрации образуват в района на Ялта – Меганом и Новоросийск. В тези райони стадата се задържат около двадесетина дни, след което постепенно се разпръскват на по-малки групи, когато започва и размножаването им.
Интензивното хранене на паламуда в Черно море продължава през цялото лято. Към средата на юли нулевогодишните индивиди започват да се ловят на даляните в Калиакренския район – по това време те са с размери 13 – 15 cm. Към края на август – началото на септември се появяват индивиди с размери до 28 – 32 cm (циганки). Тези стада се задържат за известно време пред българския бряг за отхранване и постепенно се оттеглят на юг. Рибите, които са се излюпили и отхранили в северозападната част, заедно с част от стадата от района на Кримския полуостров мигрират покрай българския бряг. Най-усилен е миграционният ход на паламуда през октомври.
Задържането на паламудните стада пред българското крайбрежие зависи много от хидрометеорологичните условия и наличието на храна – по-дребни риби. Не са редки случаите, когато пред българската акватория се наблюдават големи количества паламуд и в резултат на продължителни ветрове от северната четвърт тези стада се оттеглят на юг и повече не се връщат. Изобщо ветровият режим до голяма степен определя задържането на стадата в българската акватория. В случаите, когато стадата са се концентрирали в предбосфорския участък и започнат да духат продължително време южни и югоизточни ветрове, те се връщат обратно и достигат до българския бряг. Това явление е добре известно на българските риболовци като „деври“.
Есенните миграции на възрастните категории (торуците) се различават от тия на еднолетните, които редовно подхождат към западния бряг. Наесен торуковите стада се държат в по-откритите части на морето и мигрират, без да бъдат ловени от нашите кораби. Известни изключения се наблюдавани през 1956 г., когато торуковите стада подхождат по-близо до българския бряг. Общо може да се каже, че те се държат повече в източната половина на морето, откъдето по всяка вероятност се връщат по пътищата на пролетните си миграции.
Маркиранията показват, че паламудът се придвижва от едно място на друго с голяма скорост, особено когато не се отхранва. При маркиранията през пролетта на 1958 г. в района на Босфора е установено, че отделни индивиди се придвижват със средна скорост 46 мили в денонощие (мерено по права линия) при общо изминато разстояние от 370 морски мили.

## Стопанско значение
Ловът на паламуд по българското крайбрежие се извършва с даляни, грибове, гъргъри, плаващи мрежи и чапари. Като правило ловът започва в края на август – началото на септември. Най-рано започват да се ловят дребни паламуди с размери до 28 – 30 см (циганки). 
За лова на паламуда изключително голямо значение има поведението му по време на миграциите. Като топлолюбив вид той се държи в повърхностния слой на водата. При отхранването си част от индивидите в стадото изскачат над водата, по което лесно се забелязват отдалеч. Обикновено се забелязват добре при спокойно море до 1 – 2 бала. Нощно време се откриват по светенето, което предизвикват при движението си. По-резултатен е ловът, когато стадата са на отхранване. Тогава корабът или аламаните могат да се доближат до стадото и бързо да го обградят. Ловът на стада в движение е по-труден. В зависимост от големината на стадата (в началото на есенния сезон те са съставени от по 2 – 3 хиляди броя, а към края на сезона техният брой достига до 15 – 20 хиляди броя) при едно заграждане с гъргър може да се уловят до 25 тона паламуд.
За българския риболов паламудът има първостепенно значение. По средния годишен улов за един двадесетгодишен период той се нарежда на второ място след трицоната. Поради двойно по-голямата му цена от тая на трицоната неговото значение с още по-голямо. За корабния риболов паламудът има решаващо значение.
|                            | 1954      | 1955      | 1956      | 1957      | 1958      | 1959      | 1960      |
| -------------------------- | --------- | --------- | --------- | --------- | --------- | --------- | --------- |
| Общ улов на паламуд (в кг) | 2 192 190 | 1 033 934 | 1 405 123 | 1 015 201 | 1 110 317 | 1 074 416 | 2 357 266 |
| Улов от корабите (в кг)    | 325 738   | 399 266   | 612 308   | 698 144   | 863 584   | 853 212   | 1 900 000 |

Ловът на паламуда се извършва по цялото българско крайбрежие, но по-концентрирано и по-продължително време неговите стада се задържат южно от нос Емине. При придвижването им през есента ловът продължава и южно от Резово. Предбосфорското пространство също е благоприятен район за лов на тази риба, особено през есента при оттеглянето на стадата. Районът на Ялта предлага благоприятни условия за лов през юни, когато струпванията имат по-траен характер.
Паламудът е затрашен от свръхулов. В България минималният разрешен размер за риболов е 28 cm.

## Употреба
Паламудът има много вкусно месо и голям пласмент на пазара. Младите паламуди (циганки) са слабо угоени и не се предпочитат в прясно състояние. В замяна на това те се използват за приготвяне на консерви. Добре угоените паламуди се приготвят най-добре в осолено състояние. От есенните торуци, нарязани на кръгли парчета, в осолено състояние се приготвя познатата на българския консуматор лакерда. Пушеният паламуд представлява истински деликатес.